# 1993 en chimie
Cet article présente les faits marquants de l'année 1993 en chimie.

## Évènements
- La réaction de Bingel est décrite pour la première fois par le chimiste allemand Carsten Bingel, avec pour réactifs un dérivé bromé du malonate de diéthyle en présence d'une base forte telle que l'hydrure de sodium ou le DBU[1].
- 25e Olympiades Internationales de Chimie, organisées à Pérouse en Italie du 11 juillet au 22 juillet[2].

## Prix
- Prix Nobel de chimie :
  - Kary B. Mullis pour son invention de la réaction en chaîne impliquant la polymérase[3].
  - Michael Smith pour ses contributions fondamentales à la connaissance de la mutagenèse et à l'étude des protéines[3].
- Prix Wolf de chimie : Ahmed Zewail « pour ses développements pionniers dans la femtochimie laser. La femtochimie a maintenant rendu possible l'étude de l'évolution de réactions chimiques en temps réel »[4].
- Prix Procter & Gamble : D. Wayne Goodman[5]
- Prix Anselme-Payen : Derek Gray[6]
- Médaille Garvan-Olin : Edith M. Flanigen[7]
- Prix Ernest-Guenther : Amos Smith, III[8]
- ACS Award in Pure Chemistry : Jeremy M. Berg[9]
- Arthur C. Cope Award : Peter Dervan[10]
- Prix Irving-Langmuir : J. David Litster[11]
- Médaille Priestley : Robert W. Parry[12],[13],[14]
- Médaille Leverhulme : John Shipley Rowlinson[15]
- Médaille Davy : Jack Baldwin distingué pour ses contributions à la chimie bio-organique, en particulier à la compréhension de la biosynthèse des anticorps bêta-lactames[16],[17].
- Prix Alfred-Bader : Victor Snieckus[18]
- Grand prix Pierre-Süe : Ernest Maréchal[19]
- Grand prix Achille-Le-Bel : Armand Lattes[20]
- Claude S. Hudson Award in Carbohydrate Chemistry : Irwin J. Goldstein[21]
- Médaille Lavoisier de la Société chimique de France : W. Hess, A. Lattes, E. Maréchal, E. Papirer et L.-A. Plaquette[22],[23]
- Médaille William-H.-Nichols : Richard E. Smalley[24]

## Décès
- 24 janvier : Éliane Montel (née en 1898), physicienne et chimiste française.
- 30 janvier : Otto Roelen (né en 1897), chimiste allemand.
- 11 février : Robert Holley (né en 1922), chimiste organicien et biochimiste américain, prix Nobel de physiologie ou médecine en 1968.
- 4 mars : Izaak Kolthoff (né en 1894), chimiste néerlandais.
- 30 mai : Melvin Spencer Newman (né en 1908), chimiste américain.
- 16 juillet[25] : Gretel Adorno (morte en 1902),  chimiste, femme d'affaires et intellectuelle allemande.